# شهرستان بیلقان

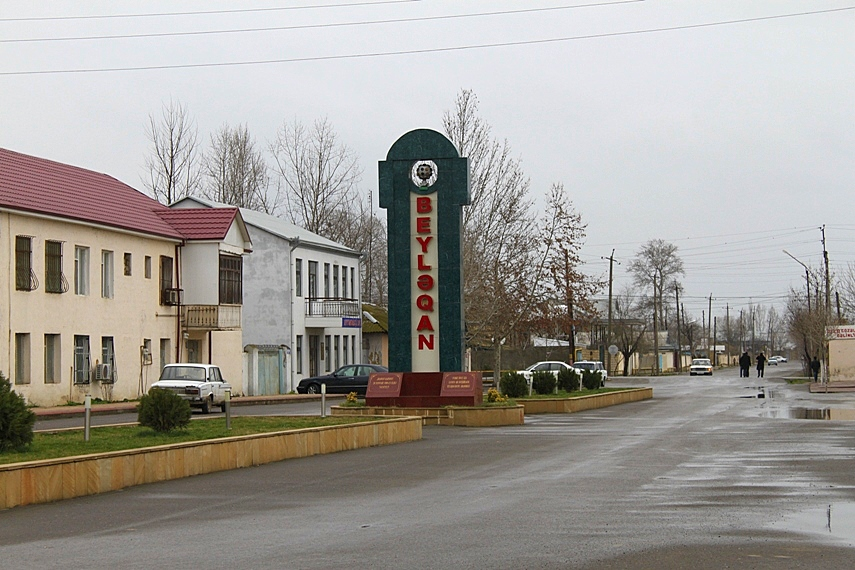
بیلقان شهری در جمهوری آذربایجان

بِیْلَقان (به زبان لاتین Beyləqan) بخشی در جنوب جمهوری آذربایجان است و با مرکزیت بیلقان است که در کرانه شمالی رود ارس واقع شده و با ایران هم مرز است. این بخش جمعیتی نزدیک به ۸۲۰۰۰ نفر را در خود جای داده‌است.
بنای شهر بیلقان را مانند بردع به قباد یکم ساسانی (۴۸۸-۵۳۱م) نسبت داده‌اند.
التنبیه و الاشراف اران را در شمار ولایات ایران آورده و پارسیان را قومی شناسانده که قلمرو آنان سراسر ماد و آذربایجان تا ارمنیه و اران و بیلقان بوده‌است.

## اشارات تاریخی
ظاهراً عربی‌شدهٔ بیلگان  از شهرهای قدیم اران است، در حدود چهارده فرسنگی جنوب بردعه و هفت فرسنگی شمال رود ارس  واقع و سابقاً از توابع شروان بود ولی اکنون خرابست. یاقوت حموی در معجم البلدان می‌نویسد شهری است نزدیک دربند که آن را باب الابواب گویند و از توابع ارمینیهٔ کبری و نزدیک شروان قرار دارد. ابن فقیه آن را از بناهای قباد فرزند فیروز ساسانی معرفی کرده‌است. در ۱۱۲ هـ.ق در دومین جنگ اعراب با خزرها سردار مسلمانان، سعید بن عمروالحراشی پیروزی مهمی بر خزرها بدست آورده‌است. بیلقان را به ارمنی پایتاکاران می‌گفته‌اند. ابن حوقل در سده چهارم آن را شهری نیکو، دارا آب فراوان و باغستانها و آسیابهای متعدد نوشته‌است. این شهر که پس از ویران شدن بردع، کرسی اران بود در زمان مغول آبادی خود را از دست داد...
سعدی در باب هشتم گلستان می‌گوید: 
| در خاک بیلقان برسیدم به عابدی |  | گفتم مرا به تربیت از جهل پاک کن |

## شاعران پارسی‌گوی
از شاعران منطقه:
بدیع بیلقانی
از شاعران ناشناخته ایست که در سده هفتم یا قبل از آن میزیسته.
از اشعار اوست:
| چون شعبده طبع، به باغ افسون کرد |  | ر نطع چمن، بازی دیگر گون کرد |
| از مهره گل، طاسک لعلی برخاست    |  | وز حقه لعل، زنگیی بیرون کرد. |

رشید بیلقانی
در قرن فتم هجری قمری یا قبل از آن در قید حیات بوده.
از اشعار اوست :
| آمد، زده در دو عارض زیبا گل    |  | با من سخنی به طعنه و صد با گل |
| اندیشه خاطرش مرا این، که ز لطف |  | در چشم تو، روی من نکوتر یا گل |

شمس اقطع بیلقانی
شمس الدین اقطع قاضی یکدست بیلقان و معاصر مجیر بیلقانی بود.
از اشعار اوست :
| در گرد لبت، عنبر تر می‌بایست   |  | وین سوخته دل، سوخته تر می‌بایست |
| زنجیر دو زلف تو نه بس بود مرا |  | غل دگر از غالیه در می‌بایست     |

صالح بیلقانی
شرف الدین صالح بعد از مجیر از معروفترین شاعران این شهر بشمار می‌رود.
از اشعار اوست :
| خورشید کزوست چشم عالم روشن     |  | از بهر نظاره تو، ای شمع ختن  |
| آمد به لب بام، چو دیوار تو دید |  | مدهوش شده در او فتاد از روزن |

صفی بیلقانی
در سده هفتم یا پیش از آن می‌زیسته.
از اشعار اوست :
| درد دلم آن سرو روان می‌داند     |  | غمهام، به پیداو نهان می‌داند |
| چون مور، میان به خون من می‌بندد |  | باریکترم از آن میان می‌داند  |

مجیر بیلقانی
مجیرالدین مکنی به ابوالمکارم و متخلص به مجیر از سخنوران سده ششم هجری قمری بیلقان است. وی با ظهیر فاریابی و اشهری نیشابوری معاصر بوده و افتخار شاگردی خاقانی شروانی را داشته‌است.
از رباعیات اوست :
| ای شمع سرای حسن، پروانه کجاست؟   |  | آن مرغ شکسته بال را، دانه کجاست؟ |
| با هر که رسی، به طعنه باری می‌گوی |  | زنجیر به دست ماست دیوانه کجاست؟  |